# 이소야마 가즈시
이소야마 가즈시(일본어: 磯山 和司, 1975년 1월 8일 ~ )는 일본의 전 축구 선수이다.

## 구단 경력
과거 브럼멜 센다이, 오츠카 제약, 오미야 아르디자, 콘사돌레 삿포로, 미토 홀리호크에서 활동하였다.